# Unité urbaine de l'Arbresle
L'unité urbaine de l'Arbresle est une unité urbaine française centrée sur la commune de L'Arbresle, dans le Rhône.

## Données générales
En 2010, selon l'Insee, l'unité urbaine était composée de huit communes.
En 2020, à la suite d'un nouveau zonage, elle est composée des huit mêmes communes.
En 2022, avec 21 256 habitants, elle représente la 2e unité urbaine du département du Rhône après l'unité urbaine de Lyon et occupe le 36e rang dans la région Auvergne-Rhône-Alpes.
En 2021, sa densité de population s'élève à 302 hab/km2. Par sa superficie, elle ne représente que 2,6 % du territoire départemental mais, par sa population, elle regroupe 4,48 % de la population du département du Rhône.

## Composition de l'unité urbaine en 2020
Elle est composée des huit communes suivantes :
| Nom                       | Code Insee | Département | Statut       | Superficie (km2) | Population (dernière pop. légale) | Densité (hab./km2) | Modifier                                    |
| ------------------------- | ---------- | ----------- | ------------ | ---------------- | --------------------------------- | ------------------ | ------------------------------------------- |
| L'Arbresle (ville-centre) | 69010      | Rhône       | ville-centre | 3,36             | 6 469 (2022)                      | 1 925              | modifier les données · modifier les données |
| Bully                     | 69032      | Rhône       | banlieue     | 12,59            | 2 144 (2022)                      | 170                | modifier les données · modifier les données |
| Éveux                     | 69083      | Rhône       | banlieue     | 3,32             | 1 169 (2022)                      | 352                | modifier les données · modifier les données |
| Sain-Bel                  | 69171      | Rhône       | banlieue     | 3,68             | 2 568 (2022)                      | 698                | modifier les données · modifier les données |
| Saint-Germain-Nuelles     | 69208      | Rhône       | banlieue     | 8,54             | 2 252 (2022)                      | 264                | modifier les données · modifier les données |
| Saint-Pierre-la-Palud     | 69231      | Rhône       | banlieue     | 7,53             | 2 586 (2022)                      | 343                | modifier les données · modifier les données |
| Savigny                   | 69175      | Rhône       | banlieue     | 21,42            | 1 970 (2022)                      | 92                 | modifier les données · modifier les données |
| Sourcieux-les-Mines       | 69177      | Rhône       | banlieue     | 9,96             | 2 098 (2022)                      | 211                | modifier les données · modifier les données |

## Évolution démographique
| 1968   | 1975   | 1982   | 1990   | 1999   | 2010   | 2015   | 2022   |
| ------ | ------ | ------ | ------ | ------ | ------ | ------ | ------ |
| 11 270 | 11 459 | 13 714 | 15 438 | 17 397 | 19 773 | 20 735 | 21 256 |

#### Données générales
- Unité urbaine
- Aire d'attraction d'une ville
- Liste des unités urbaines de France

#### Données démographiques en rapport avec l'unité urbaine de l'Arbresle
- Aire d'attraction de Lyon
- Arrondissement de Villefranche-sur-Saône

#### Données démographiques en rapport avec le Rhône
- Démographie du Rhône